# Ramon Humet
Ramon Humet Coderch (Barcelona, 1968) es un ingeniero y compositor español, profesor en el Conservatorio de Vilaseca y en el Conservatorio Superior del Liceo de Barcelona.
Realizó los estudios musicales en el Conservatorio Superior Municipal de Música de Barcelona estudiando composición con Josep Soler y piano con Miquel Farrè. También fue discípulo de Gerry Weil y de Harriet Serr en Caracas. Ha sido definido por el compositor inglés Jonathan Harvey como un creador sutil de una gran imaginación poética. Fruto de sus estudios de shakuhachi (flauta japonesa) hay una evidente inspiración oriental en muchas de sus obras, como los cuadernos para piano solo Escenes del bosc (Escenas del bosque en castellano, 2004-2013), Jardí de haikus (Jardín de haikus, 2007) para grupo de cámara o la obra sinfónica Gagaku (2007-2008).
Ha sido galardonado con el Premio Reina Sofía de Composición Musical y el Premio Internacional de Composición Olivier Messiaen de la Orquesta Sinfónica de Montreal.
Durante la temporada 2013-2014 ha sido compositor residente en el Palacio de la Música Catalana.

## Obra musical
En el año 2007, recibió un encargo del maestro Kent Nagano de la composició de una obra para orquesta sinfónica, Escenes del vent (Escenas del viento), obra que es estrenó la en la temporada 2008-2009 en la sala Wilfrid Pelletrier de Montreal por la propia orquesta.
La obra Escenes d'ocelles (Escenas de pájaros) ha sido doblemente galardonada con el Premio Internacional Reina Sofía y con el Premio Internacional Olivier Messiaen, hecho que le ha dado un amplio reconocimiento internacional y una remarcable difusión de esta obra a través de la orquesta Sinfónica de Montreal, la Orquesta de RTVE y la OBC.
Es coautor del libro Ballmanetes, una recopilación de 12 canciones populares catalanas harmonizadas para piano a 4 manos. El libro ha tenido una buena recepción en las escuelas de música catalanas desde su primera edición en el año 1992. Su música tiene una gran influéncia del espectralismo y la música oriental.
En 2013 estrenó en Halle (Alemania) su primera ópera, Sky Disc. Es una ópera-oratorio para siete solistas y coro mixto con orquesta. El libreto lo escribió Rebecca Simpson. El texto está escrito en tres lenguas distintas: el catalán, el inglés y el alemán para representar las diferentes nacionalidades de los personajes.

### Catálogo de obras

#### Obras para orquesta
- El temps i la campana (2014-2015)[9]
- Gagaku (2007-2008)[5]
- Escenas de viento (2007-2008)[5]
- Escenas de pájaros (2004-2006)[5]
- 3 nocturns (2001)[5]
- Música del no ésser (2008-2010)[5]
  1. Sol de primavera (2009)[5]
  2. Vent transparent (2008-revisió:2009)[5]
  3. Blancor de neu (2009-2010)[5]
  4. Núvols brillants (2010)[5]

#### Obras para conjunto instrumental
- ...from the meadows (2006)[5]
- Jardí de haikus (2007)[5]
- And the world was calm (concierto para piano y conjunto instrumental, 2009)[5]
- Mantra II (2002)[5]
- Quatre jardins zen (2008)[5]
- El jardí de Kinko (2008)[5]
- Pètals (2009)[5]
- Petites catàstrofes (2010)[5]

#### Obras para coro
- Salve montserratina (2011)[10]
  - Estreno: Escolanía de Montserrat
- Tres ofertoris (2012)[11]
  - Estreno: Escolanía de Montserrat

  1. De profundis
  2. Deus, Deus meus
  3. Dextera Domini
- Pau al cor (2014)[12]
  - Letra: Vicenç Santamaria
  - Estreno: Solistas del Coro de la Radio de Letonia[13]

#### Obras para cobla
- El Montsant (2004)[14]

#### Óperas
- Sky Disc (2012)[8]
  - Libreto: Rebecca Simpson

### Libros
- Ballmanetes (con Sílvia Vidal y Mireia Torras)[7]

## Premios (selección)
- XVI Premio Internacional Ciudad de Tarragona (2008)[15]
- Olivier Messiaen International Composition Prize (2007)[15]
- XXIV Premio Internacional de composición Reina Sofía (2006)[15]
- Premio de composición Joaquín Rodrigo – Villa de Madrid (2005)[15]
- Mostly Modern International Composition Competition (2003)[15]
- SGAE Premio para Jóvenes Compositores (1997)[15]

## Encargos (selección)
- Oper Halle[16]
- Montreal Symphony Orchestra[16]
- Orquesta Sinfónica de Barcelona y Nacional de Cataluña[16]
- CDMC[16]
- ACDA[16]
- Fundació Calouste Gulbenkian[16]
- Fundació Phonos[16]
- Fundación Autor[16]
- Auditorio Nacional de Música de Madrid[16]
- Neopercusión[16]
- Festival de Torroella[16]
- Festival d'Òpera de Butxaca[16]
- Fundació Caixa Catalunya[16]
- SGAE[16]
- Barcelona 216[16]
- Trío Kandinsky[16]
- Ajuntament de Tarragona[16]